# Le Bosc du Theil
Le Bosc du Theil est, depuis le 1er janvier 2016, une commune nouvelle française située dans le département de l'Eure en Normandie.

## Géographie

### Hydrographie
La commune est située dans le bassin Seine-Normandie. Elle n'est drainée par aucun cours d'eau,.

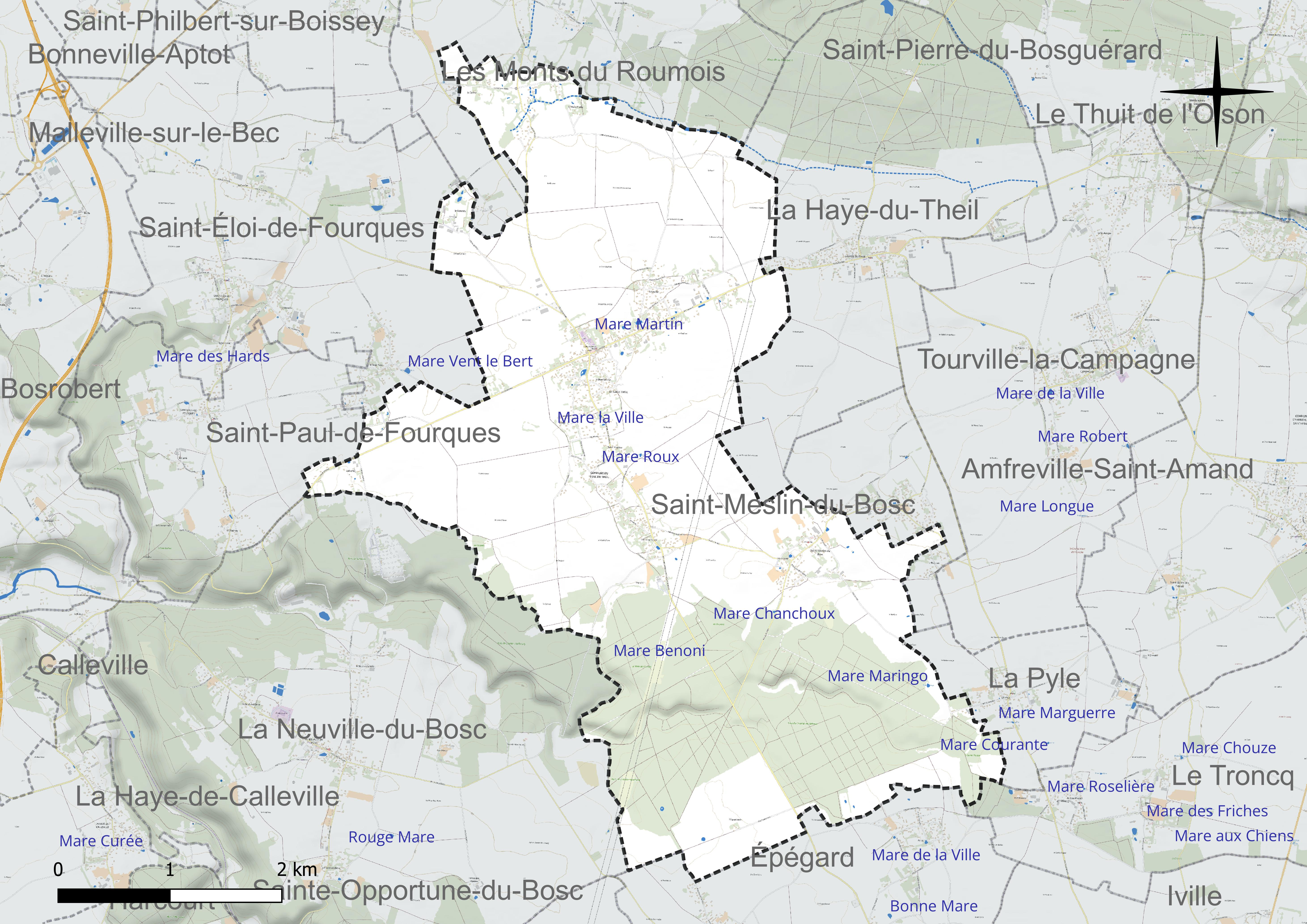
Réseau hydrographique du Bosc.

Six plans d'eau complètent le réseau hydrographique : la mare Benoni (0 ha), la mare Chanchoux (0 ha), la mare la Ville (0,1 ha), la mare Maringo (0,1 ha), la mare Martin (0,2 ha) et la mare Roux (0 ha),.

### Climat
Pour des articles plus généraux, voir Climat de la Normandie et Climat de l'Eure.
En 2010, le climat de la commune est de type climat océanique dégradé des plaines du Centre et du Nord, selon une étude du CNRS s'appuyant sur une série de données couvrant la période 1971-2000. En 2020, Météo-France publie une typologie des climats de la France métropolitaine dans laquelle la commune est exposée à un climat océanique et est dans la région climatique Côtes de la Manche orientale, caractérisée par un faible ensoleillement (1 550 h/an) ; forte humidité de l’air (plus de 20 h/jour avec humidité relative > 80 % en hiver), vents forts fréquents. Parallèlement le GIEC normand, un groupe régional d’experts sur le climat, différencie quant à lui, dans une étude de 2020, trois grands types de climats pour la région Normandie, nuancés à une échelle plus fine par les facteurs géographiques locaux. La commune est, selon ce zonage, exposée à un « climat contrasté des collines », correspondant au Pays d’Auge, Lieuvin et Roumois, moins directement soumis aux flux océaniques et connaissant toutefois des précipitations assez marquées en raison des reliefs collinaires qui favorisent leur formation.
Pour la période 1971-2000, la température annuelle moyenne est de 10,2 °C, avec  une amplitude thermique annuelle de 13,9 °C. Le cumul annuel moyen de précipitations est de 736 mm, avec 12,2 jours de précipitations en janvier et 8,3 jours en juillet. Pour la période 1991-2020, la température moyenne annuelle observée sur la station météorologique la plus proche, située sur la commune de Brionne à 10 km à vol d'oiseau, est de 11,5 °C et le cumul annuel moyen de précipitations est de 791,7 mm,. Pour l'avenir, les paramètres climatiques de la commune estimés pour 2050 selon différents scénarios d’émission de gaz à effet de serre sont consultables sur un site dédié publié par Météo-France en novembre 2022.

## Urbanisme

### Typologie
Au 1er janvier 2024, Le Bosc du Theil est catégorisée commune rurale à habitat dispersé, selon la nouvelle grille communale de densité à 7 niveaux définie par l'Insee en 2022.
Elle est située hors unité urbaine. Par ailleurs la commune fait partie de l'aire d'attraction de Rouen, dont elle est une commune de la couronne,. Cette aire, qui regroupe 317 communes, est catégorisée dans les aires de 200 000 à moins de 700 000 habitants,.

## Toponymie
Le Bosc du Theil est un néo-toponyme issu de la fusion des toponymes des communes : Saint-Nicolas-du-Bosc et Le Gros-Theil.
Bosc est la forme régionale de "bois" (petite forêt).
Theil vient de l'ancien français pour tilleul.

## Histoire
La commune nouvelle est créée le 1er janvier 2016 de la fusion de deux communes : Le Gros-Theil et Saint-Nicolas-du-Bosc. Son chef-lieu est fixé au Gros-Theil.

## Politique et administration

### Liste des maires
| Période        | Période  | Identité       | Étiquette | Qualité                             |
| -------------- | -------- | -------------- | --------- | ----------------------------------- |
| 5 janvier 2016 | En cours | Laurent Vallée |           | Conseiller départemental remplaçant |

| Nom                   | Code Insee | Intercommunalité                     | Superficie (km2) | Population (dernière pop. légale) | Densité (hab./km2) |
| --------------------- | ---------- | ------------------------------------ | ---------------- | --------------------------------- | ------------------ |
| Le Gros-Theil (siège) | 27302      | Communauté de communes Roumois Seine | 10,87            | 1 011 (2013)                      | 93                 |
| Saint-Nicolas-du-Bosc | 27574      | Communauté de communes Roumois Seine | 9,24             | 278 (2013)                        | 30                 |

## Population et société

### Démographie
L'évolution du nombre d'habitants est connue à travers les recensements de la population effectués dans la commune depuis sa création.

En 2022, la commune comptait 1 314 habitants, en évolution de −3,6 % par rapport à 2016 (Eure : −0,25 %, France hors Mayotte : +2,11 %).
| 2014  | 2019  | 2022  |
| ----- | ----- | ----- |
| 1 330 | 1 305 | 1 314 |